# Udo Hempel
Udo Hempel (Düsseldorf, 3 novembre 1946) è un ex pistard tedesco.

## Palmarès

### Olimpiadi
- 2 medaglie[1]:
  - 1 oro (Monaco di Baviera 1972 nell'inseguimento a squadre)
  - 1 argento (Città del Messico 1968 nell'inseguimento a squadre)